# كاريل ميلجون
كاريل ميلجون (بالهولندية: Karel Miljon)‏ (17 سبتمبر 1903 – 8 فبراير 1984) هو ملاكم هولندي راحل، مثّل بلاده في دورتي الألعاب الأولمبية الصيفية 1924 و1928.

## روابط خارجية
كاريل ميلجون على موقع أوليمبيديا (الإنجليزية)